# جنایت آقای لانژ
جنایت آقای لانژ (فرانسوی: Le Crime de monsieur Lange‎) فیلمی در ژانر درام و جنایی به کارگردانی ژان رنوآر است که در سال ۱۹۳۶ منتشر شد. از بازیگران آن می‌توان به سیلویا باتای، ژول بری، پل گریمو و پل دمانژ اشاره کرد.